# Hungry Lions Football Club
Il Hungry Lions Football Club, meglio noto come Hungry Lions, è una società calcistica sudafricana con sede nella città di Postmasburg. Milita nella National First Division, la seconda serie del campionato sudafricano.

## Storia
Il club è stato fondato negli anni '80 da Stefaans Basie, che ne è ancora il proprietario e presidente. Dopo aver inizialmente giocato amichevoli e tornei una tantum, sono entrati nei campionati professionistici negli anni 2000, passando dai campionati locali e dalla Regional League, fino a quando intorno al 2004 sono stati promossi in Second Division.
Tra il 2017 e il 2019 hanno vinto il proprio girone provinciale, prima terminando davanti a Olympics e poi davanti al Tornado FC, tuttavia non riuscendo a vincere i play-off nazionali e conquistare la promozione in seconda divisione.
Nella stagione 2020-2021 hanno vinto il proprio girone provinciale e i play-off nazionali, ottenendo la promozione in National First Division dopo aver vinto la finale per 5-4 ai rigori contro i Platinum City Rovers.

## Palmarès

### Competizioni nazionali
- Second Division: 1

2020-2021

### Altre competizioni
- Second Division: 3

Capo Settentrionale: 2017-2018, 2018-2019, 2020-2021